# Fourneaux (Manica)
Fourneaux è un comune francese di 86 abitanti situato nel dipartimento della Manica nella regione della Normandia.

## Società

### Evoluzione demografica
Abitanti censiti